# ملکه لتیسیای اسپانیا
لتیسیا اورتیس (به اسپانیایی: Letizia Ortiz Rocasolano‎، زاده ۱۵ سپتامبر ۱۹۷۲) همسر فلیپه بوربن پادشاه کنونی اسپانیا است.
پیش از ازدواج با فلیپه، لتیسیا روزنامه‌نگار و گوینده اخبار تلویزیون اسپانیا بود.

## خانواده
لتیسیا بزرگترین فرزند روزنامه‌نگار «خسوس خوسه اورتیس آلوارس» (به اسپانیایی: Jesús José Ortiz Álvarez) و همسر اولش «ماریا دِلا پالوما روکاسولانو رودریگس» (به اسپانیایی: María de la Paloma Rocasolano Rodríguez) است که پرستار است.

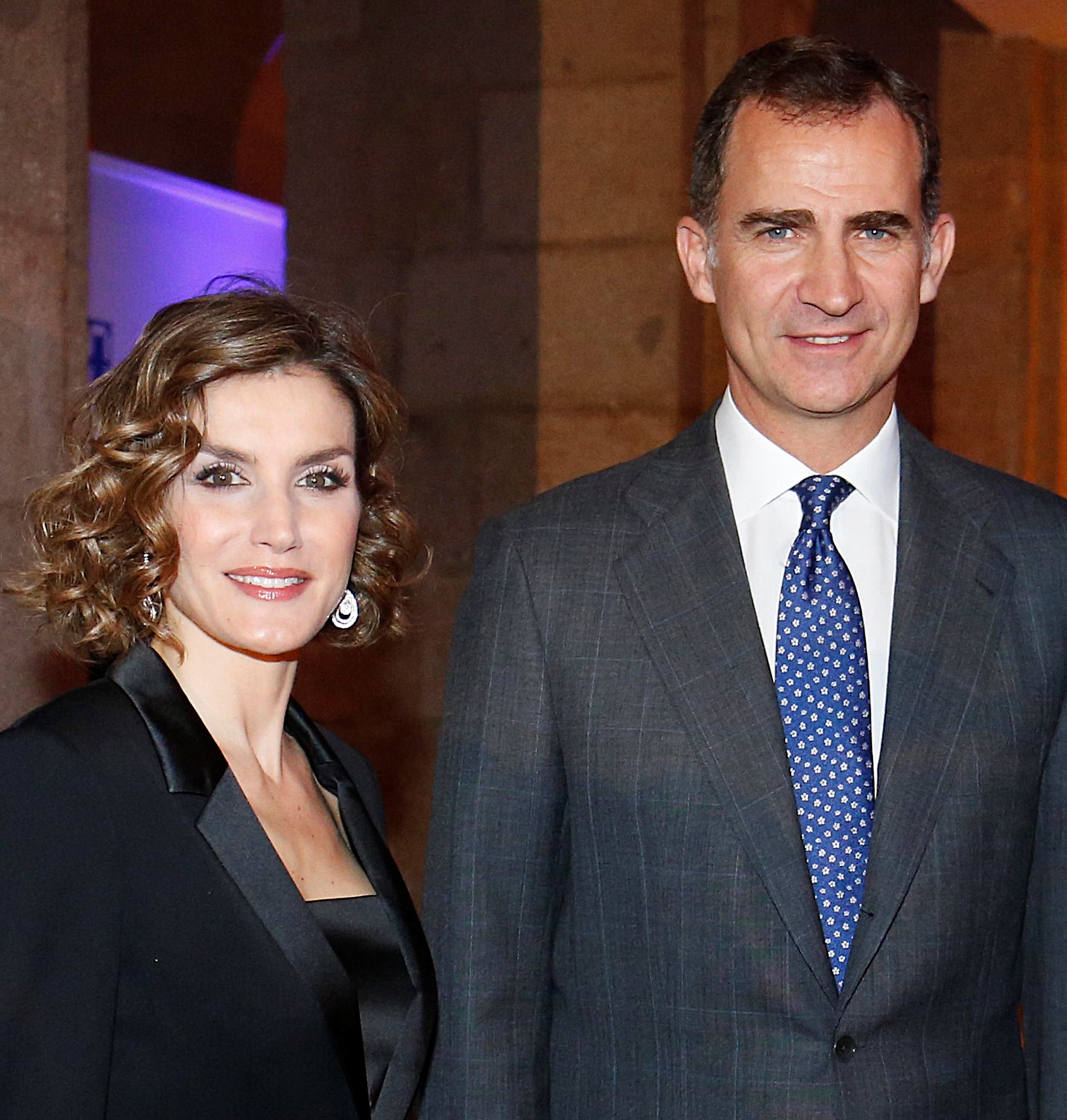
با همسرش فلیپه ششم ۲۰۱۵

لتیسیا پیش از ازدواج با شاه فلیپه، یک بار ازدواج کرده بود.

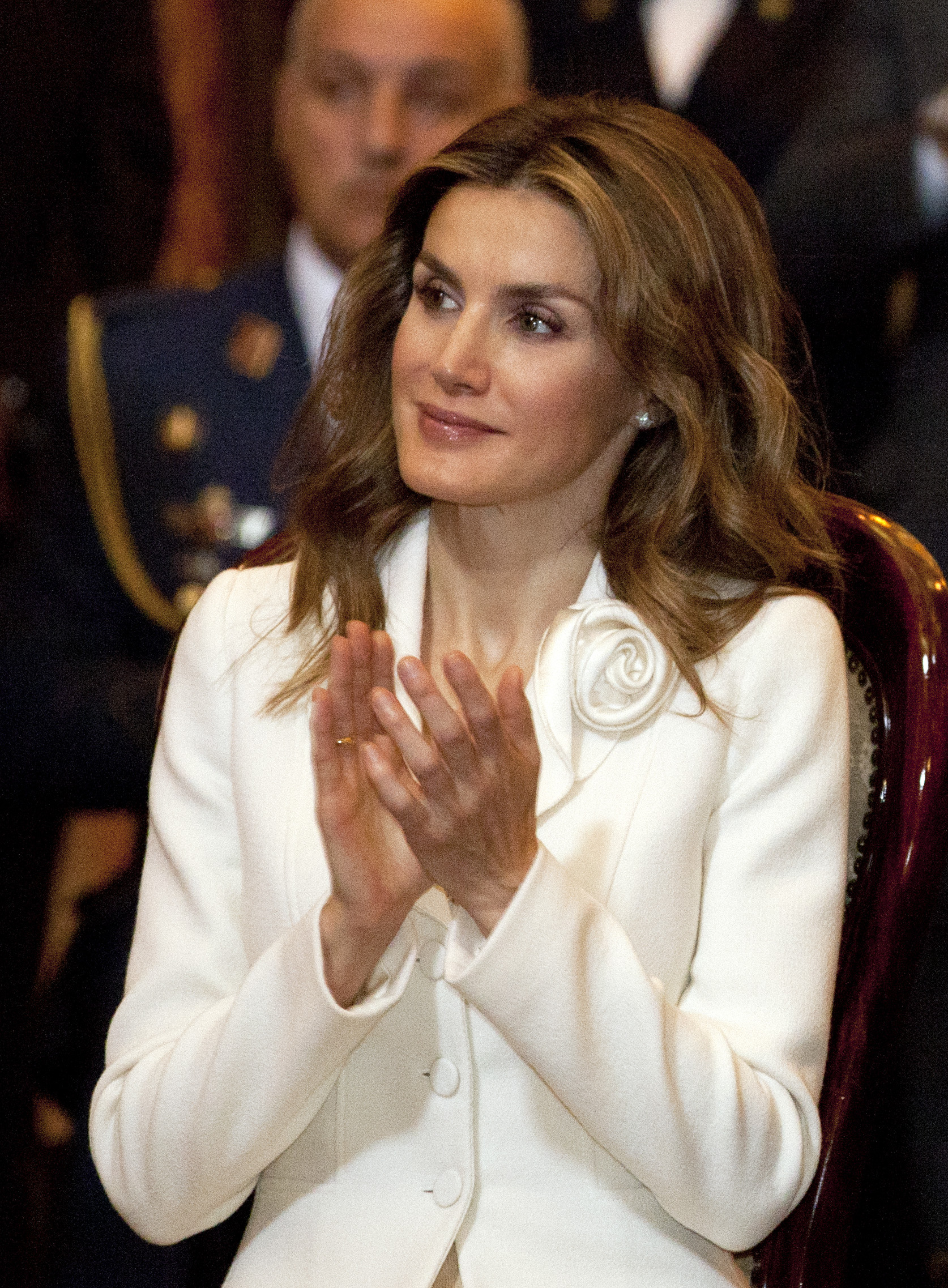
در سال ۲۰۱۲

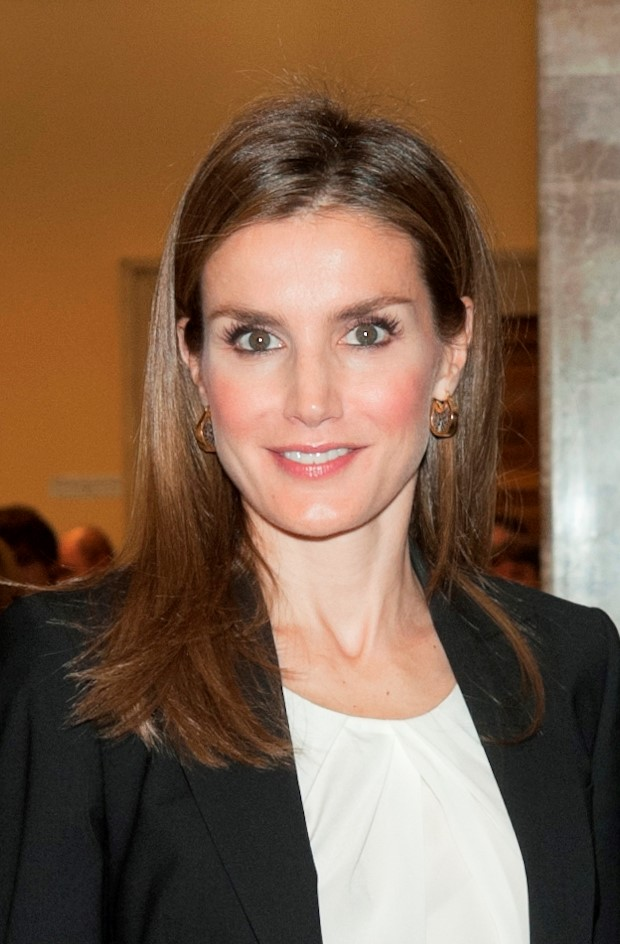
در سال ۲۰۱۵

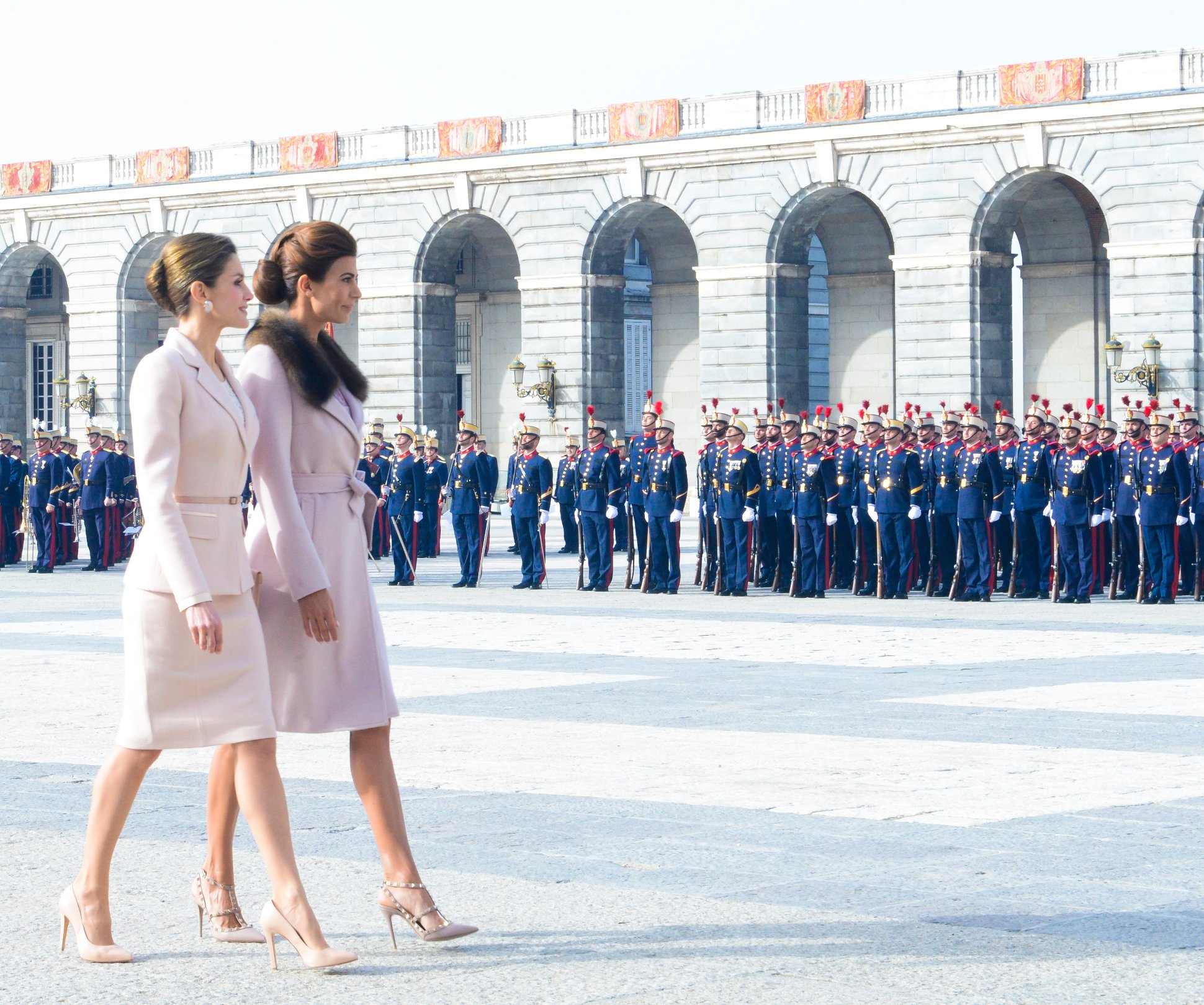
همراه با بانوی اول آرژانتین ۲۰۱۷

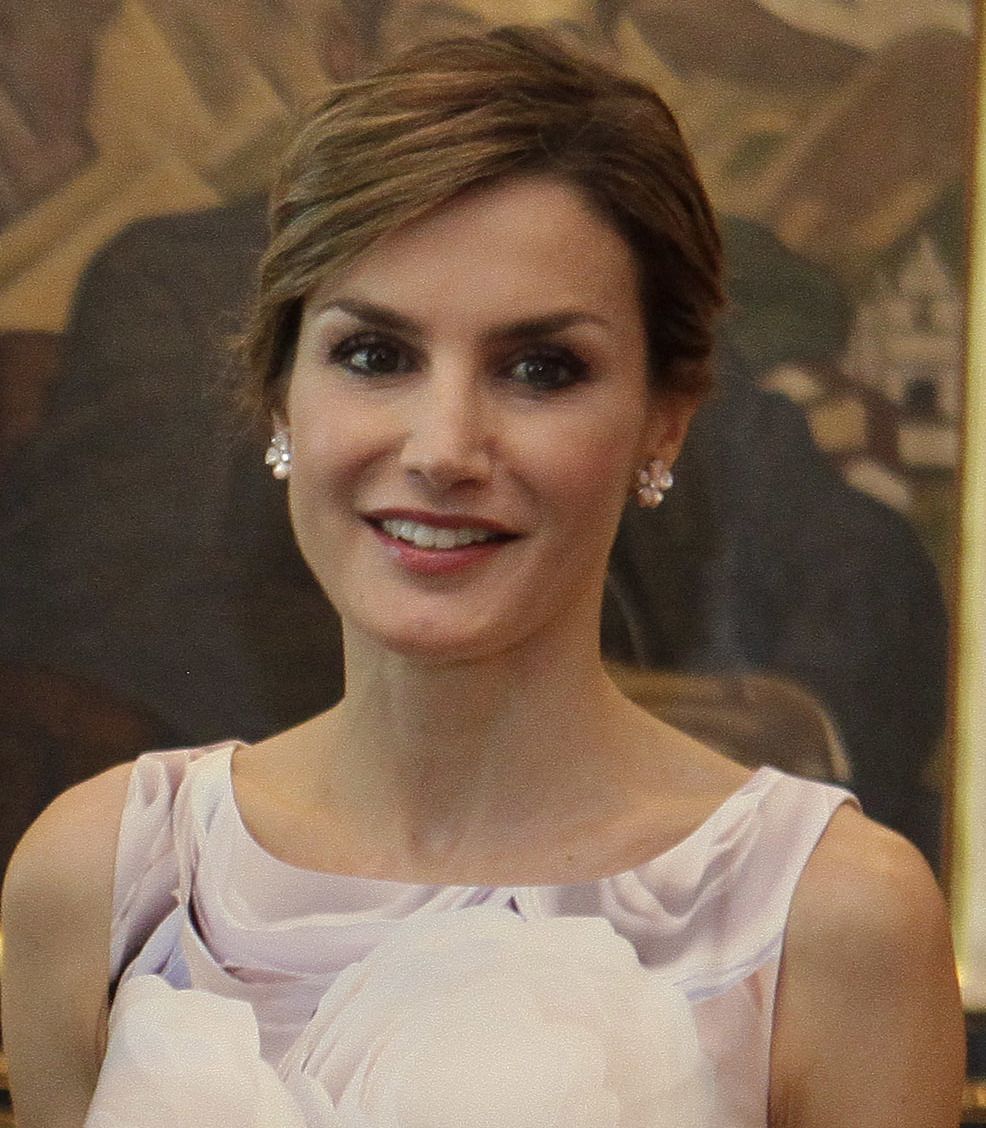
در سال ۲۰۱۵